# Sromowce Niżne
Sromowce Niżne is een dorp in de Poolse woiwodschap Klein-Polen. De plaats maakt deel uit van de gemeente Czorsztyn en telt 1100 inwoners.